# Яґлисько
Яґлисько (пол. Jaglisko) — село в Польщі, у гміні Бежвник Хощенського повіту Західнопоморського воєводства.
Населення — 134 особи (2011).
У 1975-1998 роках село належало до Гожовського воєводства.

## Демографія
Демографічна структура станом на 31 березня 2011 року:
|          | Загалом | Допрацездатний вік | Працездатний вік | Постпрацездатний вік |
| -------- | ------- | ------------------ | ---------------- | -------------------- |
| Чоловіки | 64      | 9                  | 46               | 9                    |
| Жінки    | 70      | 15                 | 40               | 15                   |
| Разом    | 134     | 24                 | 86               | 24                   |